# Phyllanthus caesius
Phyllanthus caesius är en emblikaväxtart som beskrevs av Airy Shaw och Grady Linder Webster. Phyllanthus caesius ingår i släktet Phyllanthus och familjen emblikaväxter. Inga underarter finns listade i Catalogue of Life.